# فرانک هاجتز
فرانک هاجتز (انگلیسی: Frank Hodgetts; ۳۰ سپتامبر ۱۹۲۴ – ۳۰ مارس ۲۰۱۸) یک بازیکن فوتبال اهل بریتانیا بود.
از باشگاه‌هایی که در آن بازی کرده‌است می‌توان به باشگاه فوتبال وست برومویچ آلبیون، باشگاه فوتبال ووستر سیتی و باشگاه فوتبال میلوال اشاره کرد.